# Brigham, East Riding of Yorkshire
Brigham är en by i civil parish Foston, i distriktet East Riding of Yorkshire, i grevskapet East Riding of Yorkshire, i England. Byn är belägen 15 km från Beverley. Brigham var en civil parish 1866–1935 när blev den en del av Foston. Civil parish hade 66 invånare år 1931. Byn nämndes i Domedagsboken (Domesday Book) år 1086, och kallades då Bringeham.